# هری وینمن
هری وینمن (انگلیسی: Harry Wainman؛ زادهٔ ۱ ژانویهٔ ۱۹۴۳) بازیکن فوتبال اهل بریتانیا است.
از باشگاه‌هایی که در آن بازی کرده‌است می‌توان به باشگاه فوتبال گریمزبی تاون و باشگاه فوتبال روچدیل اشاره کرد.